# 小川島田幹線
小川島田幹線（こがわしまだかんせん）は、静岡県焼津市石津港町から同県島田市東町に至る都市計画道路である。

## 概要
焼津市および藤枝市の南部を横断して島田市に至る都市計画道路として計画・整備中の路線であり、起点から焼津市中新田までと、藤枝市青葉町（静岡県道356号善左衛門藤枝停車場線交点）から終点までが開通、その中間は静岡県道33号藤枝大井川線以東の500m弱の区間のみ完成している。
藤枝大井川線以東の区間は北側に並行している静岡県道226号高洲和田線の代替道路として計画・整備中だが、以西（藤枝市青葉町まで）の区間は事業化の目処が立っていない。
島田市内は都市計画道路東町御請線に指定されており、小川島田幹線との重複区間に加え、延長上の新設区間1.3kmが2017年3月30日に開通した（谷口橋北側に接続）。

### 路線データ
- 起点 : 焼津市石津港町（小川港）
- 終点 : 島田市東町（静岡県道227号島田大井川線交点）
- 車線数：4車線（藤枝市青葉町〜終点までは暫定2車線だが、4車線分の用地は確保されている）

## 地理

### 通過する自治体
- 静岡県
  - 焼津市
  - 藤枝市
  - 島田市

### 接続する道路
- 静岡県道31号焼津榛原線
- 静岡県道416号静岡焼津線
- 国道150号
- 静岡県道224号大富藤枝線
- （静岡県道33号藤枝大井川線）
- 静岡県道356号善左衛門藤枝停車場線
- 静岡県道227号島田大井川線

### 沿道の施設
- 焼津漁港
- 焼津市消防署
- 静岡県立藤枝特別支援学校
- 島田市立六合東小学校